# Nana dels Peixos
|  | No s'ha de confondre amb Nana dels Peixos I o Nana dels Peixos II. |

La Nana dels Peixos és una galàxia nana irregular que és part del Grup Local. La galàxia, pren el seu nom de la constel·lació dels Peixos, on s'hi troba, i hom sospita que és una galàxia satèl·lit de la galàxia del Triangle (M33). Mostra un desplaçament cap al blau, mentre està apropant-se la Via Làctia a 287 km/s. Pot ser que siga un tipus de galàxia de transició, entre una galàxia nana esferoïdal i una galàxia nana irregular. Encara que també pot ser una versió rara, però estadísticament acceptable, d'un dels dos tipus. Va ser descoberta per Valentina Karachentseva el 1976.

## Història de formació de l'estrella
Aparentment, la taxa de formació d'estrelles a la nana dels Peixos ha estat disminuint durant els darrers 10.000 milions d'anys. La majoria de les estrelles de la galàxia s'hi van formar en els seus anys primerencs, fa aproximadament 8.000 milions d'anys. L'estudi també ha mostrat que no hi ha hagut cap formació estel·lar significativa pel passat 100 milions d'anys. Per tant, la majoria de les estrelles que poblen aquesta galàxia són estrelles antigues, rics en metalls, amb una edat aproximada de 2.500 milions d'anys. Tot i això, hi ha petits cúmuls d'estrelles blaves joves i calentes a les zones exteriors de la galàxia